# Granice Szwajcarii
Granice Szwajcarii – Szwajcaria jest państwem położonym w Europie Zachodniej  bez dostępu do morza. Od północy graniczy z Niemcami, od wschodu z Austrią i Liechtensteinem, od południa z Włochami, a od zachodu z Francją.
W związku z nieunormowaną granicą na Jeziorze Bodeńskim  długość granicy Szwajcarii waha się między 1838 km według kryteriów Austrii i Niemiec, a 1899 km według kryteriów Szwajcarii .

## Obecne granice
| Kraj          | Długość w km | Kantony graniczące                                                      | Uwagi                                         |
| ------------- | ------------ | ----------------------------------------------------------------------- | --------------------------------------------- |
| Austria       | 180          | St. Gallen Gryzonia                                                     | 165 km długości według austriackich kryteriów |
| Liechtenstein | 41           | St. Gallen Gryzonia                                                     |                                               |
| Włochy        | 744          | Gryzonia Ticino Valais                                                  |                                               |
| Francja       | 572          | Valais Vaud Genewa Neuchâtel Jura Solura Bazylea-Okręg Bazylea-Miasto   |                                               |
| Niemcy        | 362          | Bazylea-Miasto Bazylea-Okręg Argowia Zurych Szafuza Turgowia St. Gallen | 316 km długości według niemieckich kryteriów  |

## Enklawy
Na terytorium Szwajcarii znajdują się dwie enklawy:
- Büsingen am Hochrhein – eksklawa Niemiec,
- Campione d’Italia – eksklawa Włoch.